# Torsten Björck
Torsten Christian Björck (* 5. August 1915 in Vollsjö, Malmöhus län; † 3. August 2006 in Hedvig Eleonora församling, Stockholm) war ein schwedischer Diplomat, der unter anderem zwischen 1966 und 1974 Botschafter in Peru und zugleich in Bolivien sowie von 1976 bis 1981 Botschafter in Uruguay und zugleich in Paraguay war.

## Leben
Torsten Christian Björck, Sohn des Großhändlers Olof Björck und Ågda Lindahl, begann nach dem Abitur (Studentexamen) ein Studium der Rechtswissenschaften an der Universität Lund, welches er 1941 als Juris kandidat beendete. Daraufhin trat er 1941 als Attaché in den diplomatischen Dienst des Außenministeriums (Utenriksdepartementet) ein und war im Deutschen Reich 1941 zunächst am Generalkonsulat in Hamburg und daraufhin an der Botschaft in Berlin. Er war zwischen 1945 und 1946 kurzzeitig zum Versorgungsministerium (Folkhushållningsdepartementet) abgeordnet und wurde 1946 zunächst Zweiter Sekretär im Außenministerium, ehe er zwischen 1947 und 1948 als Zweiter Sekretär an der Gesandtschaft in der Schweiz tätig war. Er war zwischen 1948 und 1949 Vizekonsul in Berlin und kehrte 1949 als Zweiter Sekretär ins Außenministerium zurück, wo 1950 seine Ernennung zum Ersten Sekretär erfolgte. 1951 wurde Erster Sekretär an der Gesandtschaft in der Schweiz sowie daraufhin 1952 Erster Sekretär an der Ständigen Vertretung und Delegation beim Büro der Vereinten Nationen in Genf. 1955 wechselte er als Erster Sekretär an die Botschaft in Kolumbien, die zugleich auch für Panama und Ecuador zuständig war, und fungierte im Anschluss zwischen 1956 und 1958 als Botschaftsrat (Ambassadråd) an der Botschaft in Argentinien. Daraufhin fand er von 1958 und 1962 Verwendung als Konsul in Hongkong sowie Macau und war zudem zwischen 1960 und 1961 Botschaftsrat an der Botschaft in Japan. Danach war er von 1962 bis 1966 Generalkonsul in Genua und in dieser Funktion auch für Mailand und San Marino zuständig.
1966 wurde Björck Nachfolger von Carl Henrik Petersén als Botschafter (Sändebud) in Peru mit Amtssitz in Lima und war als solcher bis zu seiner Ablösung durch Göran Engblom 1974 zugleich als Botschafter in Bolivien akkreditiert. Nachdem er 1975 dem Außenminister Sven Andersson zur besonderen Verfügung gestanden hatte, übernahm er 1976 von Tore Högstedt das Amt als Botschafter in Uruguay mit Amtssitz in Montevideo und war zugleich bis zu seiner Ablösung durch Lars Karlström 1981 als Botschafter in Paraguay akkreditiert. Er war zeitweilig auch Sekretär oder Ombudsmann für Handelsverhandlungen und internationale Konferenzen.